# Flávio Reblin
Flávio Reblin (14 de fevereiro de 1988), é um ciclista brasileiro.
Integrante da equipa Avaí Futebol Clube, sendo sub-23 conseguiu um 3.º posto na a 6.ª etapa da Volta de Ciclismo Internacional do Estado de São Paulo 2010.
Passou ao Memorial/Santos em 2011, onde obteve a sua primeira vitória numa carreira por etapas ao vencer o Giro do Interior de São Paulo de 2011.
Nesse mesmo ano um controle antidopagem no Tour do Rio, deu-lhe positivo por estanozolol e foi suspenso até 28 de dezembro de 2013.

## Palmarés
2011
- Giro do Interior de São Paulo